# بدلیس
بـِتلیس یا بدلیس یکی از شهرهای ترکیه و مرکز استان بتلیس است. این شهر یکی از شهرهای قدیمی ترکیه است و هرچند اصالت شهر ارمنی‌نشین بوده است اما مردان بزرگ کُردتبار زیادی مانند شرف‌خان بدلیسی (امیر و تاریخ‌نویس)، ادریس بدلیسی (از سرداران عثمانی در جنگ چالدران) و ابراهیم بدلیسی (از سرداران اواخر دوره عثمانی) از آن برخاسته‌اند.

## موقعیت
این شهر در شرق ترکیه و مرکز استان بیتلیس است. این شهر در ارتفاع ۱٫۵۴۵ متری، ۱۵ کیلومتری دریاچه وان، در دره شیب دار رودخانه بیتلیس، شاخه ای از دجله واقع شده است.
بیتلیس از طریق جاده به سایر مراکز شهری از جمله تاتوان در دریاچه وان، ۲۵ کیلومتری شمال شرقی و شهرهای موش (مش)، ۱۰۰ کیلومتری شمال غربی و دیاربکر، ۲۰۰ کیلومتری غرب متصل است.

## اقتصاد
اقتصاد محلی عمدتاً مبتنی بر محصولات کشاورزی است که شامل میوه، غلات و دخانیات است. صنعت نسبتاً محدود است و عمدتاً با چرم سازی، تولید محصولات تنباکو و همچنین بافندگی و رنگرزی پارچه بافت درشت سرو کار دارد.

## آب و هوا
آب و هوای بلتیس با داشتن زمستان‌های طولانی و بارش برف شدید می‌تواند شدید سرد باشد. تابستان‌ها گرم و اغلب مرطوب هستند.

## نگارخانه

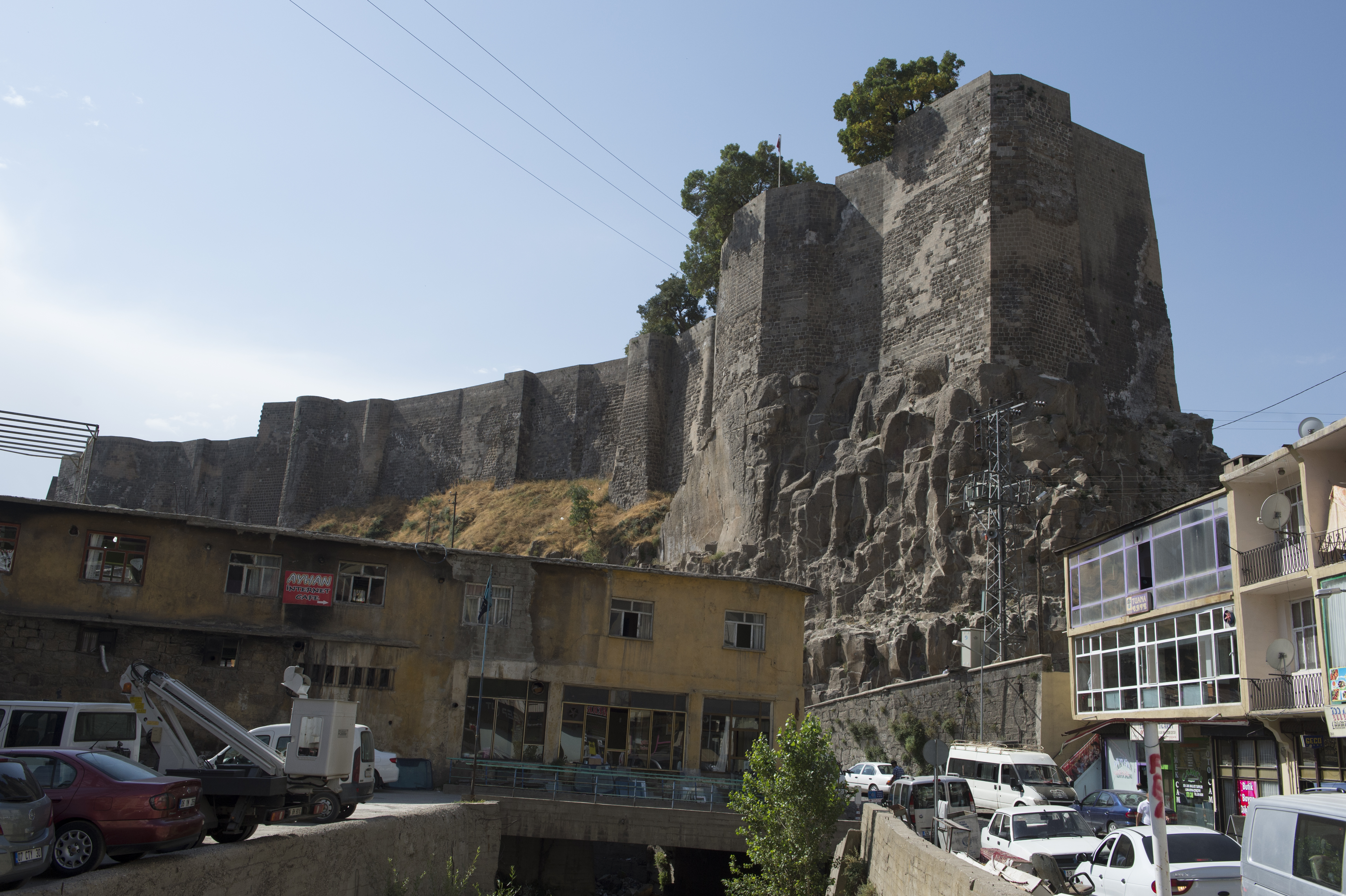
قلعه بیتلس
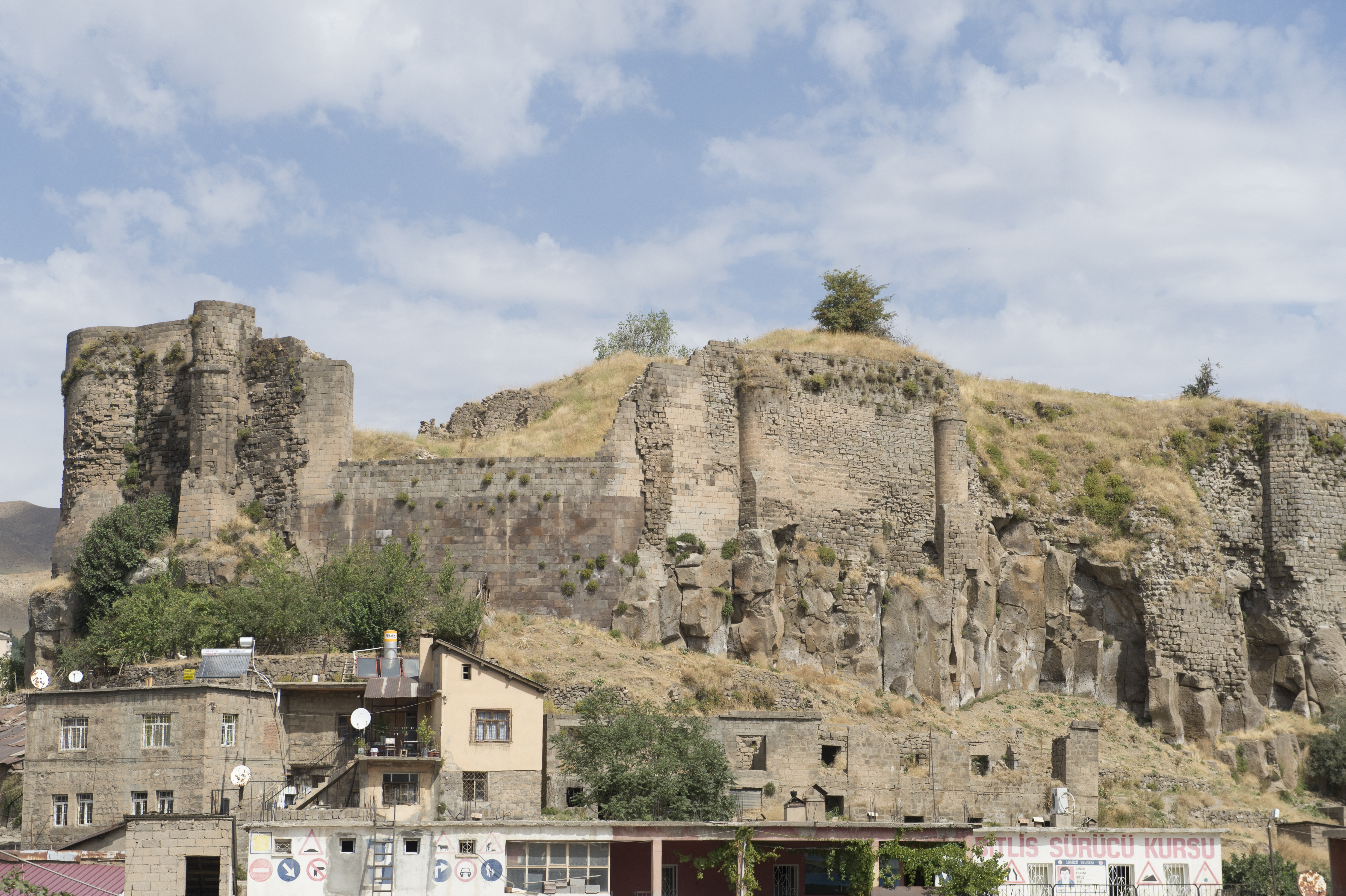
قلعه بیتلس
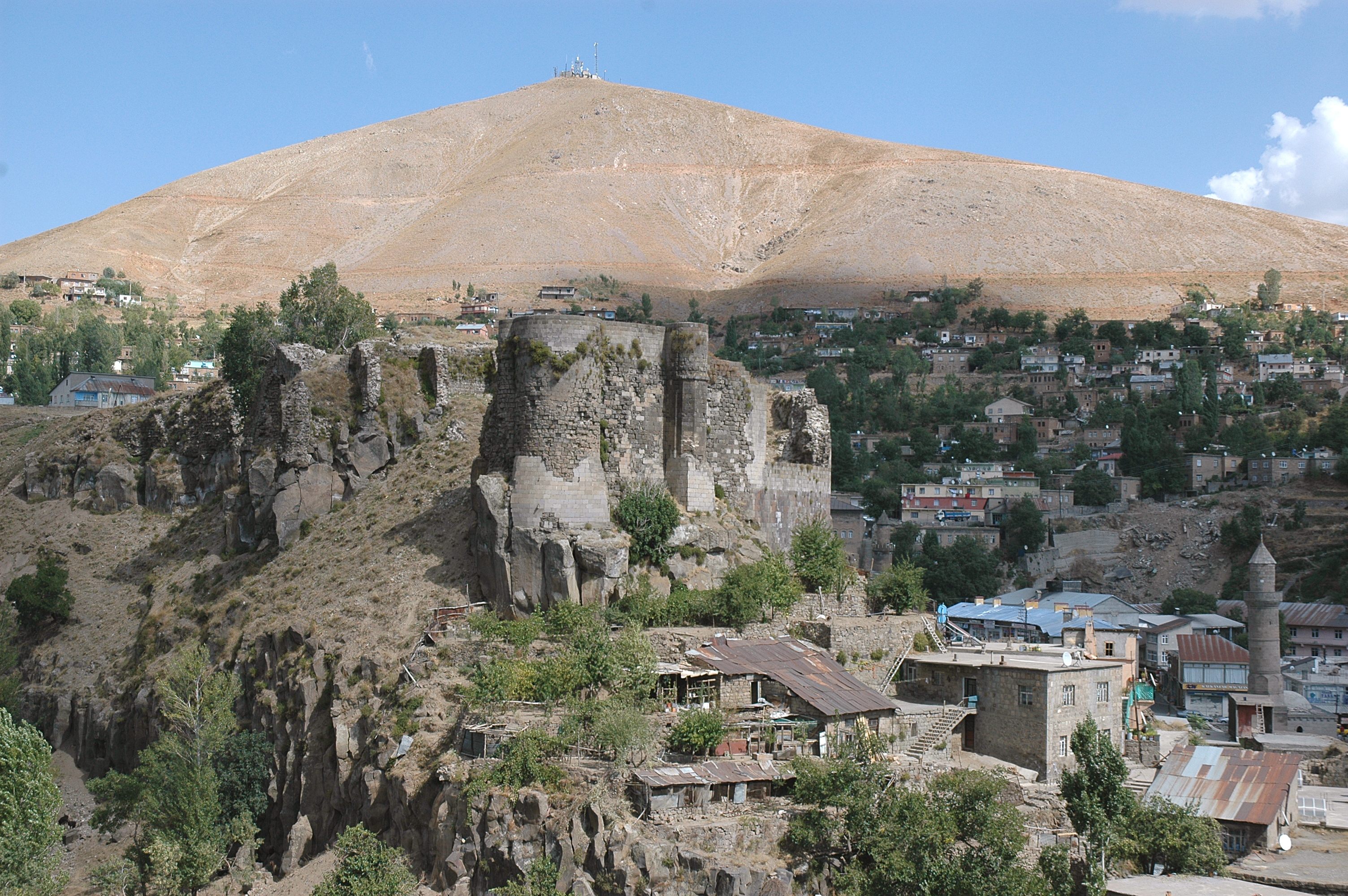
قلعه بیتلس
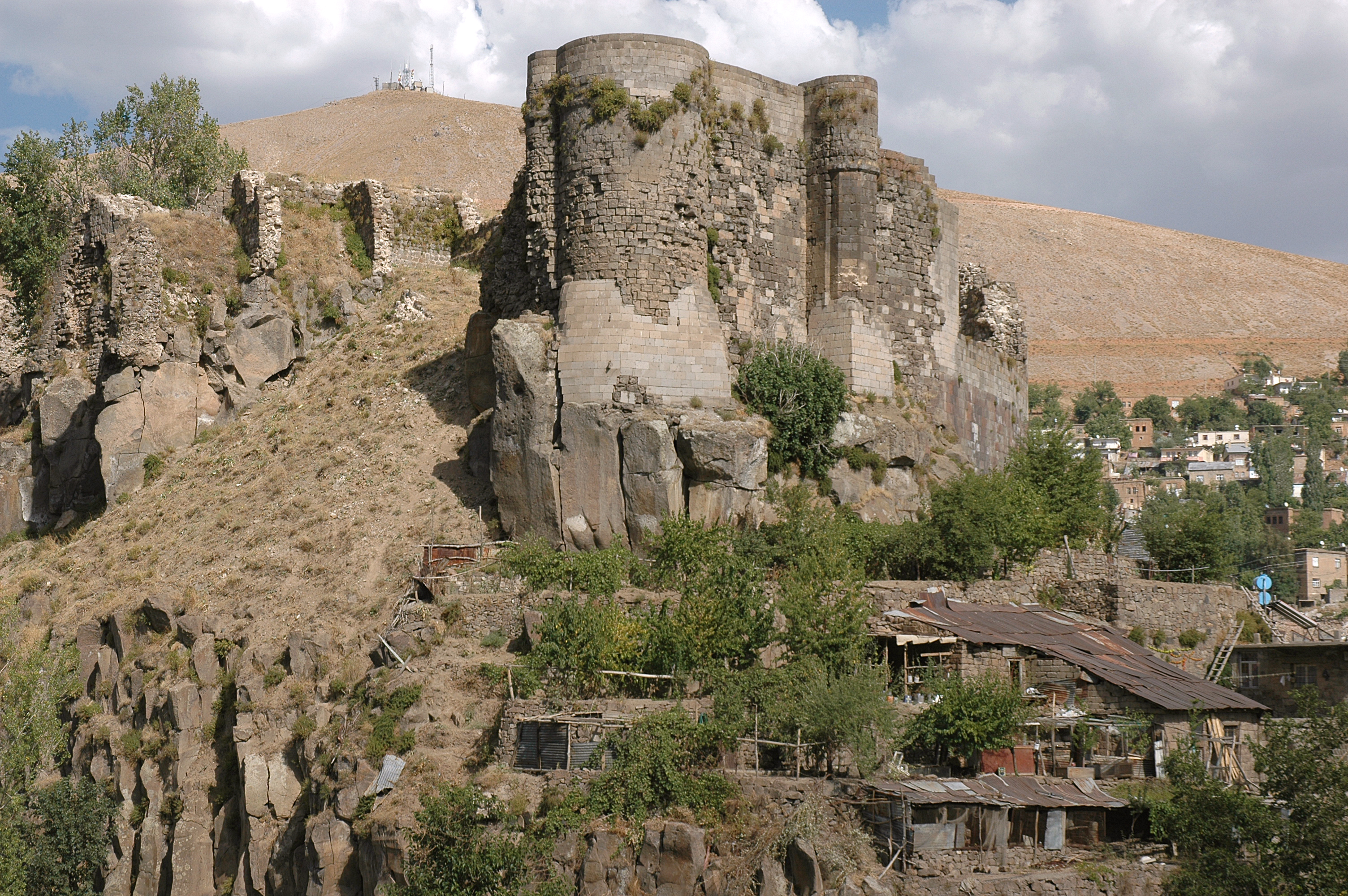
قلعه بیتلس
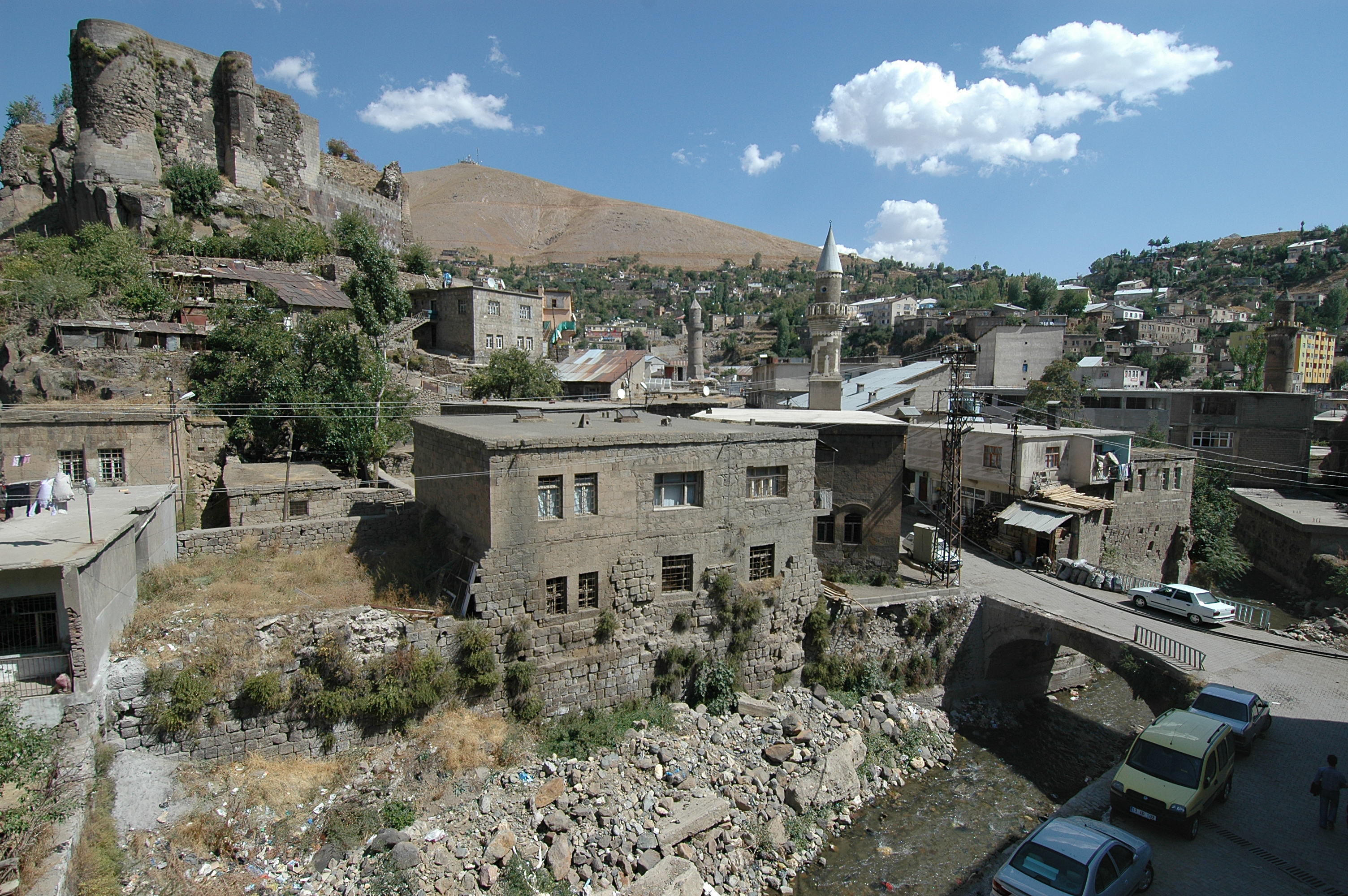
قلعه بیتلس و بخشی از شهر
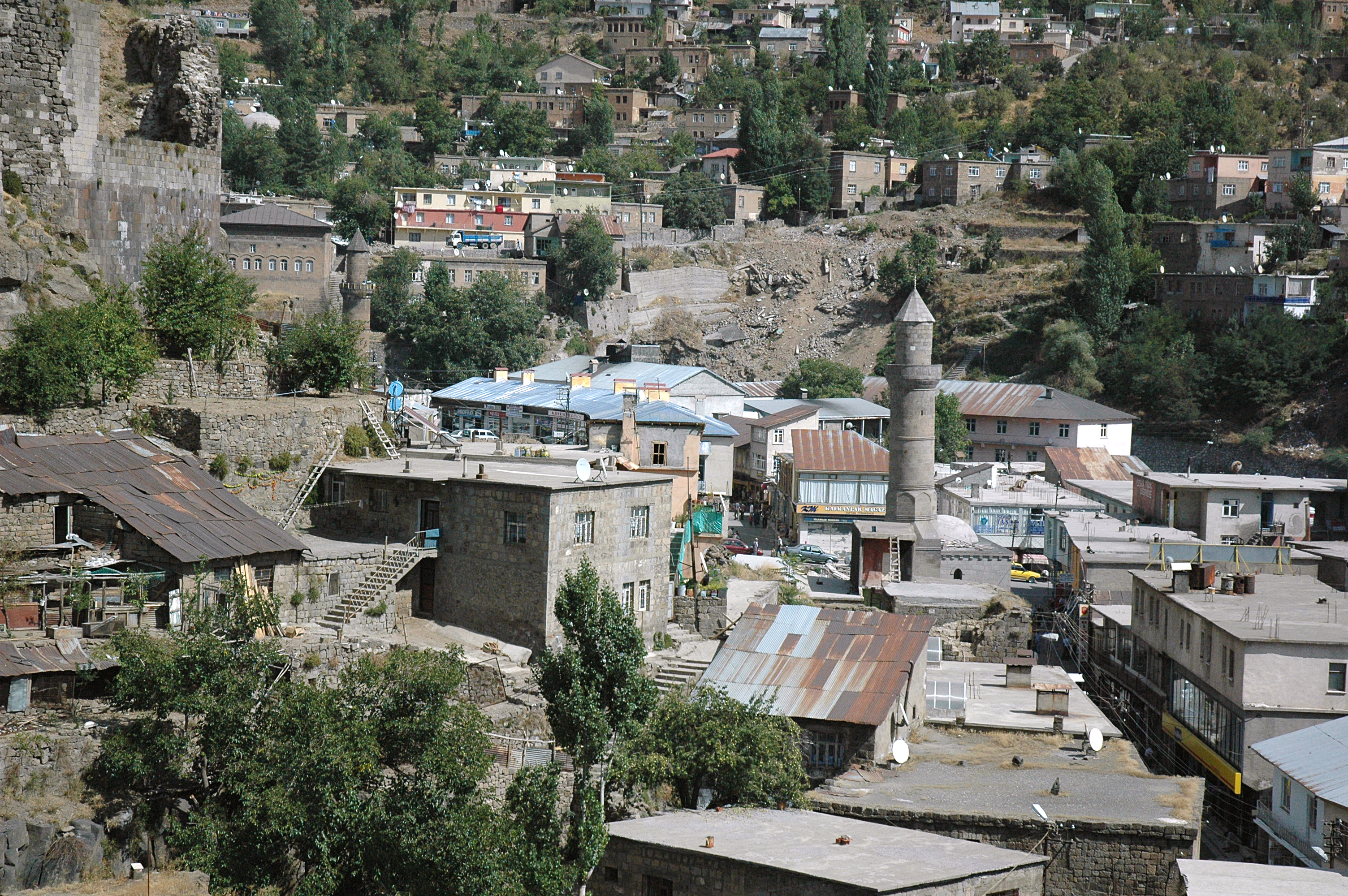
قلعه بیتلس و ساختمان مجاور
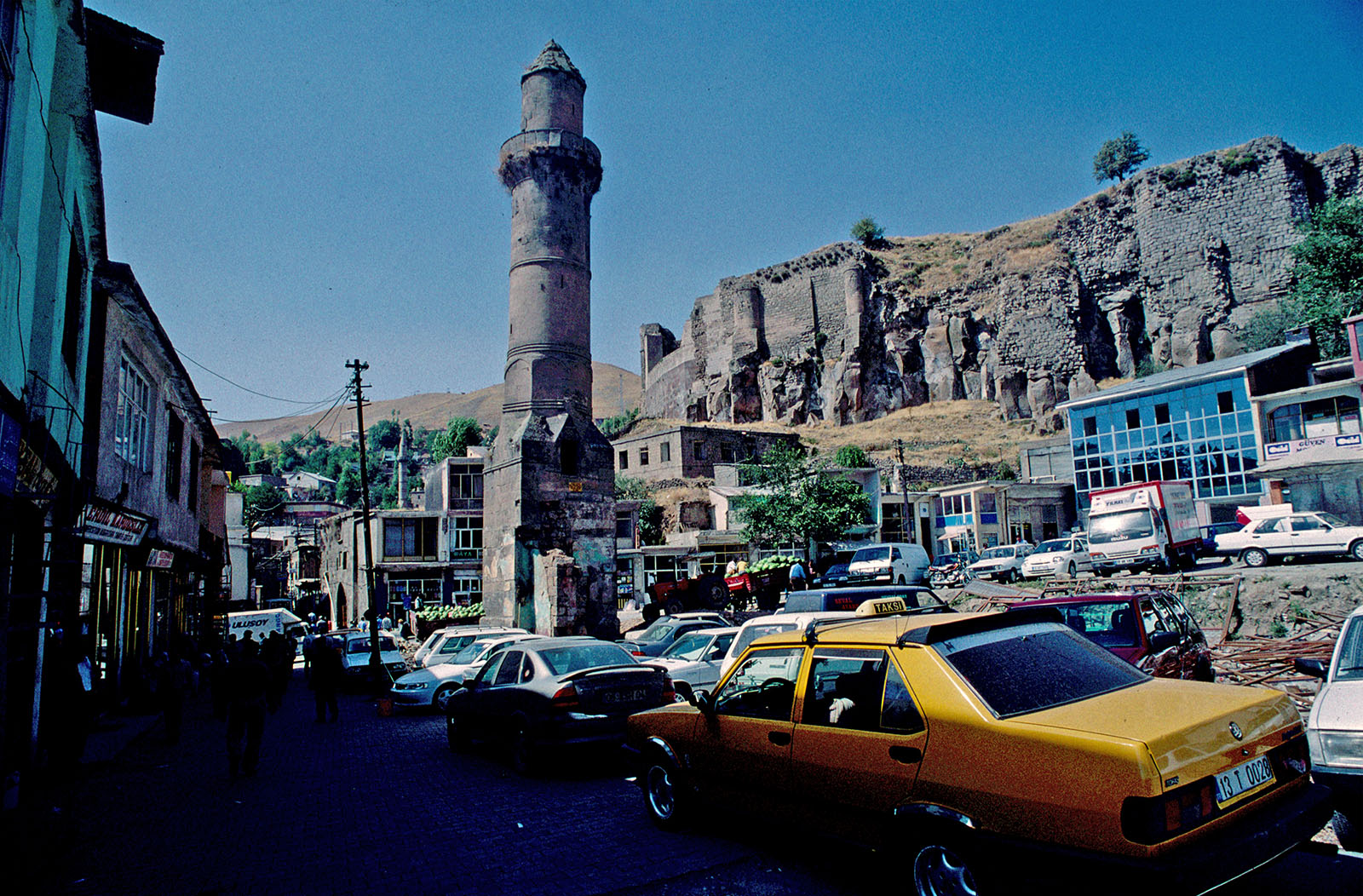
مناره مسجد بیتلس
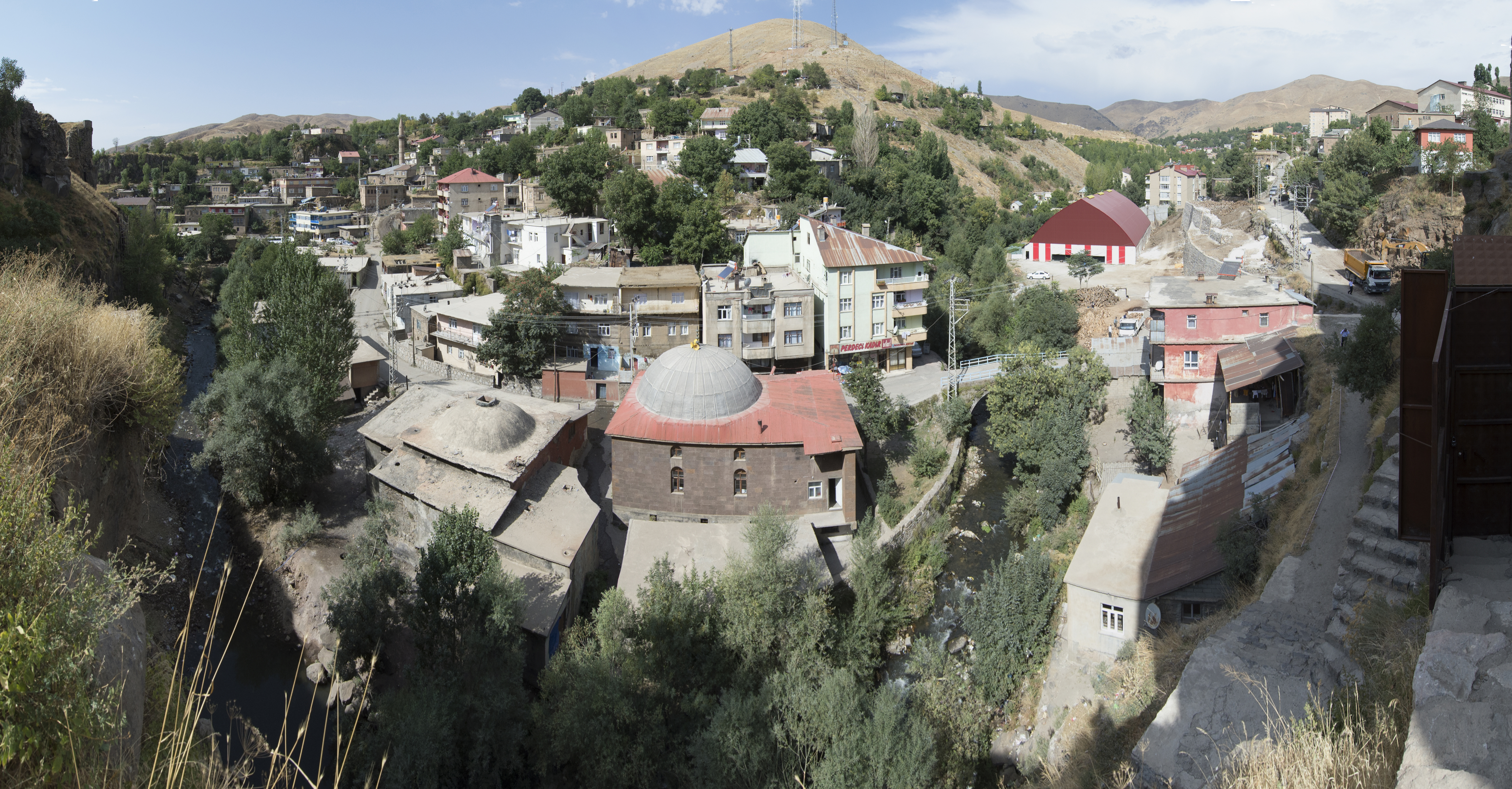
قلعه بیتلس نمای دیوار
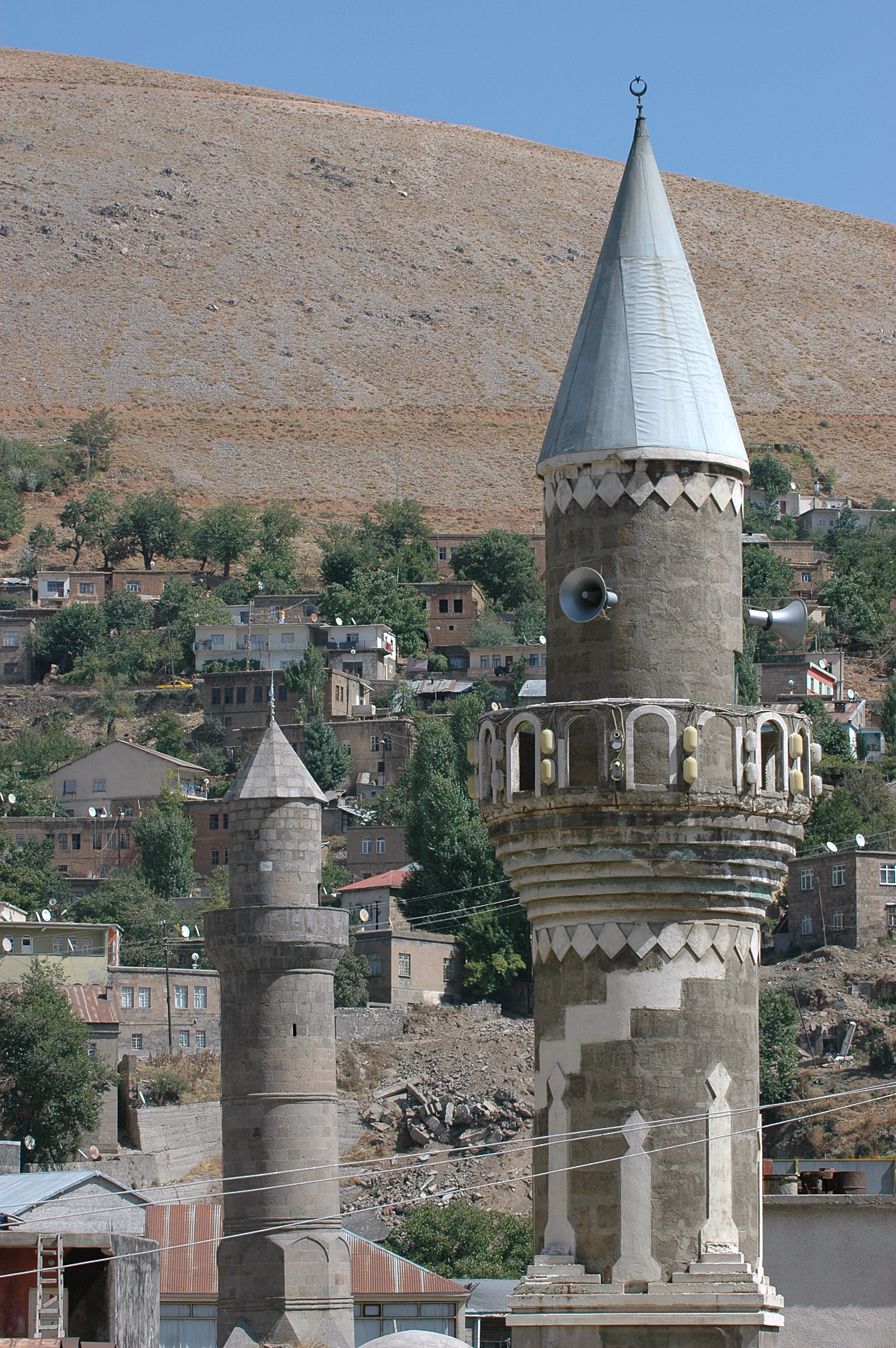
مناره مسجد
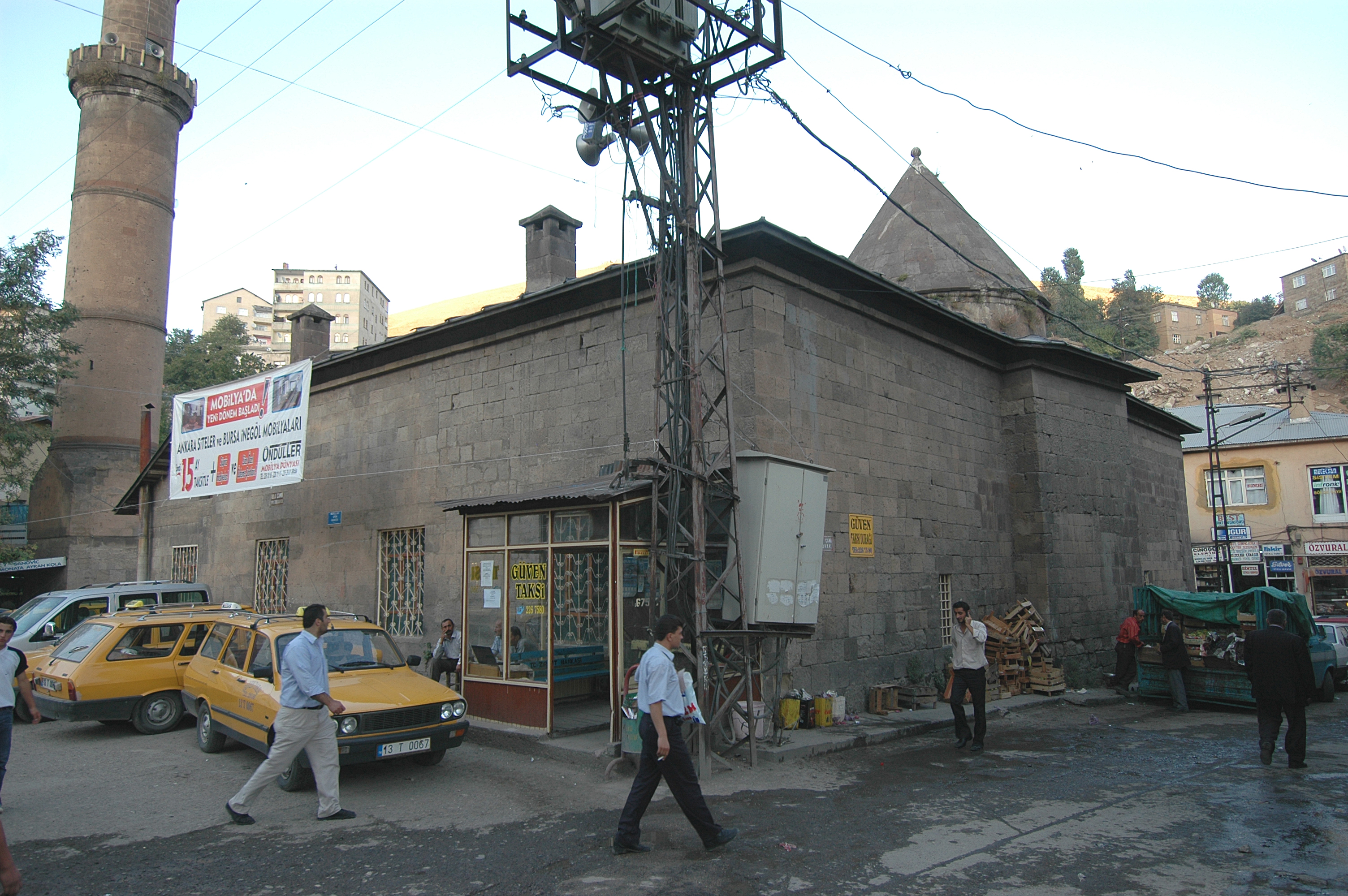
نمای مسجد